# 卡爾斯頓鎮區 (明尼蘇達州弗里伯恩縣)
卡爾斯頓鎮區（英語：Carlston Township）是位於美國明尼蘇達州弗里伯恩縣的一個行政鎮區。

## 地方資料
卡爾斯頓鎮區的面積為93.10平方千米，當中陸地面積為85.52平方千米，而水域面積為7.58平方千米。根據2020年美國人口普查的數據，當地共有人口302人，而人口密度為每平方千米3.24人。